# Reichsrat (Allemagne)
Pour les articles homonymes, voir Reichsrat.

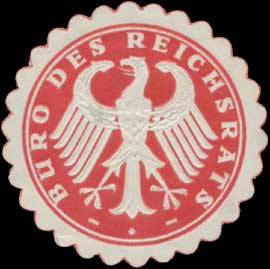
Le sceau du Reichsrat.

Le Reichsrat était un organe constitutionnel du Reich allemand assurant la représentation des Länder et leur concours au processus législatif et à l’administration du Reich pendant la république de Weimar, de 1919 à 1934. Créé par la constitution de 1919, il remplaça le Bundesrat qui remplissait la même fonction sous l’Empire. Il siégeait au palais du Reichstag, à Berlin. Il fut aboli le 14 février 1934 par le régime nazi.

## Composition et compétences
Il était composé de délégués des gouvernements régionaux, chaque Land pouvant envoyer autant de délégués qu’il avait de voix. En Prusse, la moitié des délégués étaient nommés par les provinces. Le nombre de voix dont disposait chaque Land était fonction de sa population : une voix était accordée par tranche de 700 000 habitants (1 000 000 jusqu’en 1921), ainsi que pour un reste de 350 000 (500 000 jusqu’en 1921). Cependant, chaque Land avait au moins une voix, et aucun Land ne pouvait cependant disposer de plus des deux cinquièmes de voix, ceci afin de limiter l’influence de la Prusse.
Ses pouvoirs étaient considérablement réduits par rapport au Bundesrat ; il ne disposait que d’un veto suspensif des lois adoptées par le Reichstag, qui pouvait lever ce veto par un vote à la majorité des deux tiers.

## Répartition des représentants des États fédérés
|                            | 15 août 1919 | 1er mai 1920 | 14 juillet 1921 | 15 mai 1926 | 1er avril 1929 |
| -------------------------- | ------------ | ------------ | --------------- | ----------- | -------------- |
| Prusse                     | 25           | 22           | 26              | 27          | 26             |
| Bavière                    | 7            | 7            | 10              | 11          | 11             |
| Saxe                       | 5            | 5            | 7               | 7           | 7              |
| Wurtemberg                 | 3            | 3            | 4               | 4           | 4              |
| Bade                       | 3            | 3            | 3               | 3           | 3              |
| Hesse                      | 2            | 2            | 2               | 2           | 2              |
| Thuringe                   | -            | 2            | 2               | 2           | 2              |
| Reuss                      | 1            | -            | -               | -           | -              |
| Saxe-Altenburg             | 1            | -            | -               | -           | -              |
| Saxe-Cobourg-Gotha         | 1            | -            | -               | -           | -              |
| Saxe-Meiningen             | 1            | -            | -               | -           | -              |
| Saxe-Weimar-Eisenach       | 1            | -            | -               | -           | -              |
| Schwarzbourg-Rudolstadt    | 1            | -            | -               | -           | -              |
| Schwarzbourg-Sondershausen | 1            | -            | -               | -           | -              |
| Hambourg                   | 1            | 1            | 2               | 2           | 2              |
| Mecklembourg-Schwerin      | 1            | 1            | 1               | 1           | 1              |
| Oldenbourg                 | 1            | 1            | 1               | 1           | 1              |
| Brunswick                  | 1            | 1            | 1               | 1           | 1              |
| Anhalt                     | 1            | 1            | 1               | 1           | 1              |
| Brême                      | 1            | 1            | 1               | 1           | 1              |
| Lippe                      | 1            | 1            | 1               | 1           | 1              |
| Lübeck                     | 1            | 1            | 1               | 1           | 1              |
| Mecklembourg-Strelitz      | 1            | 1            | 1               | 1           | 1              |
| Waldeck2                   | 1            | 1            | 1               | 1           | -              |
| Schaumbourg-Lippe          | 1            | 1            | 1               | 1           | 1              |
| Total                      | 63           | 55           | 66              | 68          | 66             |

## Représentation de l'Autriche allemande
L'alinéa 2 de l'article 61 de la Constitution prévoyait la représentation au Reichsrat du Gouvernement de la République d'Autriche allemande. Jusqu'à l'union de celle-ci au Reich, les représentants n'auraient que voix consultative.
Cet alinéa était contraire aux dispositions de l'article 80 du traité de Versailles aux termes duquel : « L'Allemagne reconnaît et respectera strictement l'indépendance de l'Autriche, dans les frontières fixées par le présent traité, passé entre cet État et les principales puissances alliées et associées ; elle reconnaît que cette indépendance sera inaliénable, si ce n'est du consentement du Conseil de la Société des Nations ».
Il a été déclaré nul et non avenu par le protocole du 22 septembre 1919. Mais ce protocole, ratifié le 18 décembre 1919 par l'Assemblée nationale, n'a jamais été publié au Reichsgesetzblatt.